# ピアス・ヌジエフィ
ピアス・ヌジエフィ（Pius Sielenu N'Diefi、1975年7月5日 - ）は、カメルーンの元サッカー選手。元カメルーン代表。ポジションはフォワード。

## 来歴
2000年1月に親善試合でカメルーン代表デビュー。直後のアフリカネイションズカップ2000にも出場、優勝した。アフリカネイションズカップ2002では2連覇を達成した。また、2002 FIFAワールドカップにも出場した。FIFAコンフェデレーションズカップ2003では準決勝・コロンビア戦で先制点を決め、1-0で勝利し決勝進出を果たした。2005年までに33試合に出場、4得点をあげた。

## 代表歴

### 出場大会
- カメルーン代表
  - 2002 FIFAワールドカップ

### 試合数
- 国際Aマッチ 33試合 4得点（2000年-2005年）[1]

| カメルーン代表 | 国際Aマッチ | 国際Aマッチ |
| 年             | 出場        | 得点        |
| -------------- | ----------- | ----------- |
| 2000           | 6           | 2           |
| 2001           | 7           | 1           |
| 2002           | 8           | 0           |
| 2003           | 4           | 1           |
| 2004           | 6           | 0           |
| 2005           | 2           | 0           |
| 通算           | 33          | 4           |